# Ваздухопловна база Коламбас
Ваздухопловна база Коламбас (енгл. Columbus Air Force Base) насељено је место без административног статуса у америчкој савезној држави Мисисипи.

## Демографија
По попису из 2010. године број становника је 1.373, што је 687 (-33,3%) становника мање него 2000. године.
| Група             | 2000.         | 2010.         |
| Белци             | 1.511 (73,3%) | 1.016 (74,0%) |
| Афроамериканци    | 337 (16,4%)   | 161 (11,7%)   |
| Азијати           | 52 (2,5%)     | 46 (3,4%)     |
| Хиспаноамериканци | 100 (4,9%)    | 100 (7,3%)    |
| Укупно            | 2.060         | 1.373         |